# Königgrätzer Marsch
Königgrätzer Marsch (Armeemarsch II, 134; Armeemarsch II, 195; tyska: der Königgrätzer Marsch), eller endast der Königgrätzer, är en tysk marsch. Marschen komponerades av militärmusikern Johann Gottfried Piefke efter Preussens seger över Österrike i slaget vid Königgrätz 3 juli 1866.
Piefke nedtecknade den första versionen redan på slagfältet och uppförde den på kvällen vid taffeln, där kung Vilhelm närvarade. Kungen uppskattade marschen och den spelades om tre gånger, och senare samma år upptogs den i den preussiska armémarschsamlingen.
Marschen är en av de mest betydelsefulla och välkända tyska marscherna och spelas i Tyskland ofta vid officiella tillfällen. Den hörs mycket sällan i Österrike av uppenbara skäl.
Königgrätzer Marsch spelas också i Sverige vid Högvaktsavlösningen i Stockholm.